# Diclidurus
Diclidurus (Wied-Neuwied, 1820) è un genere di pipistrelli della famiglia degli Emballonuridi.

## Descrizione

### Dimensioni
Al genere Diclidurus appartengono pipistrelli di piccole dimensioni, con lunghezza della testa e del corpo tra 50 e 80 mm, la lunghezza dell'avambraccio tra 47 e 53 mm, la lunghezza della coda tra 12 e 25 mm e un peso fino a 16,2 g.

### Caratteristiche craniche e dentarie
Il cranio presenta una scatola cranica alta e un rostro bombato. Il primo premolare superiore è piccolo e separato dal secondo. Le creste sopra-orbitali sono molto pronunciate mentre il processo post-orbitale è poco sviluppato. La clavicola è notevolmente estesa, larga circa un terzo della sua lunghezza e una tibia attraversata longitudinalmente da un solco profondo.
Sono caratterizzati dalla seguente formula dentaria:

### Aspetto
La pelliccia è relativamente lunga e soffice. Il colore generale varia dal bianco al brunastro chiaro. Gli occhi sono relativamente grandi. Le orecchie sono corte e arrotondate. Il pollice è corto e fornito di un artiglio rudimentale. Una grossa zona ghiandolare è presente sull'uropatagio dove la coda lo perfora. È privo della caratteristica sacca alare tra l'avambraccio e il quinto metacarpo, presente nella maggior parte delle specie della famiglia. La coda, come negli altri membri della famiglia, fuoriesce dall'uropatagio circa a metà della sua lunghezza, per poi divenire libera e visibile dorsalmente.

## Distribuzione
Il genere è diffuso in America Centrale e meridionale.

## Tassonomia
Il genere comprende 4 specie.
- Diclidurus albus
- Diclidurus ingens
- Diclidurus isabellus
- Diclidurus scutatus